# Allodynie
Allodynie (gr. άλλος „anders“; οδύνη „Schmerz“) ist eine Schmerzempfindung infolge einer leichten Berührung.

## Beschreibung
In der Medizin bezeichnet Allodynie eine Schmerzempfindung, die durch Reize ausgelöst wird, welche üblicherweise keinen Schmerz verursachen. So kann beispielsweise bereits das Aufliegen der Bettdecke auf der Haut der Füße und Unterschenkel bei einer Polyneuropathie als schmerzhaft empfunden werden. 
Das Symptom der Allodynie kommt darüber hinaus noch bei einer Vielzahl von anderen neurologischen Krankheiten vor. Auch in der Pädiatrie kommt eine Allodynie –, besonders bei intensivmedizinisch behandelten Frühgeborenen –, vor. Dieses Erscheinungsbild lässt sich durch die hohe Behandlungsfrequenz und die oftmals insuffiziente Analgesie erklären. Ein weiteres Beispiel stellt die Berührungsempfindlichkeit bei Sonnenbrand dar.